# Vadhattyúk (film, 1977)
A Vadhattyúk vagy A vad hattyúk (世界名作童話 白鳥の王子; Szekai meiszaku dóva: Hakucsó no ódzsi; Hepburn: Sekai meisaku dōwa: Hakuchō no ōji) 1977-ben bemutatott japán animációs filmdráma, melyet a Toei Animation készített A világ legszebb tündérmeséi sorozat tagjaként.
A filmet Magyarországon 1979. november 29-én mutatták be a mozik, forgalmazója a MOKÉP volt, amely 1989 és 1992 között VHS-en is megjelentette. A televízióban a Sió TV és a Duna TV is műsorára tűzte. Magyarországon kívül eljutott az Egyesült Államokba, Franciaországba, Spanyolországba és Olaszországba is.

## Cselekmény
Hildebrand király vadászat közben eltéved, s az erdő egy elátkozott részén találja magát. Ott találkozik egy boszorkánnyal, aki megígéri, hogy lánya, Margaréta segít neki kijutni az erdőből, ha cserébe teljesíti a lány kérését. A boszorkány lánya, tudva, hogy a király felesége most halt meg, azt kéri, hogy ha szépnek találja őt, akkor kérje meg a kezét. A király feleségül veszi, de hamarosan elmegy otthonról három napra a gyermekeihez, akik egy erdei palotában élnek.
A királynő azonban féltékeny lesz, s egy varázsgombolyag segítségével megkeresi a palotát, ahol a gyermekek élnek és átkot szór rájuk, amitől hattyúkká változnak. Egyedül a királylány, Százszorszép tud elmenekülni, és fivérei keresésére indul, akikre egy barlangban bukkan. A királyfik elmesélik, hogy nappal hattyúként élnek, de amint lemegy a nap, újra emberek lesznek. Százszorszép beköltözik a barlangba, testvérei pedig ruhát, kabátot, csizmát hoznak neki, hogy ne fázzon meg télen.
Hamarosan beköszönt a tavasz, és mivel a hattyúk költöző madarak, el kell repülniük hidegebb tájra, Százszorszépet kénytelenek magára hagyni. Előtte elmondják, hogyan változhatnának újra emberré: hat esztendő alatt hat inget kell kötnie csalánból készített fonálból, viszont ez idő alatt egyetlen szót vagy hangot sem ejthet ki. A fivérek elköltöznek, Százszorszép pedig hozzálát a fonál elkészítéséhez. Mire elkészül, beköszönt a tél, s a fivérek visszatérnek a barlangba, de Százszorszép ezalatt úgy dönt, hogy elmegy az erdőbe, ahol egy odúban húzza meg magát, s az erdő állatainak társaságában nekiáll kötni.
Öt esztendő alatt öt inget készít el, azonban mikor a hatodik inget kezdené el, az ország királya, Friedrich és kísérete rábukkan. Magukkal viszik a palotába, ahol úri kiszolgálást kap, és a király beleszeret, majd eljegyzi. Eközben a boszorkány lányát elüldözi Hildebrand király, mivel rájön, hogy ő átkozta el a hercegeket. Margaréta új áldozatot szemel ki, a Százszorszépet befogadó Friedrich királyhoz kíván feleségül menni. Megmérgezik a folyót, majd miután Százszorszépet meglátják a király oldalán, kihasználva, hogy Százszorszép nem beszélhet és így nem védheti meg magát, ráterelik az átkuk gyanúját. Százszorszépet perbe fogják és boszorkányság vétségében máglyahalálra ítélik.
Százszorszép az égő máglyán be tudja fejezni az utolsó inget – épp ekkor telik el hat év – majd rövidesen megérkeznek a fivérek. Az ingeket felhúzva az átok megtörik, s így el tudják mondani a királynak az igazságot. A boszorkányt és lányát a tömeg és a király máglyahalálra ítéli, azonban Százszorszép kérésére a király megkegyelmez nekik, de elűzi őket országából. A zárójelenetben Százszorszép és a király összeházasodik.

## Szereplők
| Szereplő                          | Japán hang                          | Magyar hang                                               |
| --------------------------------- | ----------------------------------- | --------------------------------------------------------- |
| Százszorszép (Elisa)              | Maszujama Eiko                      | Oszvald Marika                                            |
| Friedrich király                  | Macsizuki Taró                      | Hegedűs D. Géza                                           |
| Margaréta (Greta)                 | Ivaszaki Kaneko                     | Andai Györgyi                                             |
| Boszorkány                        | Szugijama Tokuko                    | Czigány Judit                                             |
| Hildebrand király                 | Kondó Jószaku                       | Perlaki István                                            |
| I. herceg                         | Cukasze Noriko (gyerek) ? (felnőtt) | Szatmári György (gyerek) Sinkovits-Vitay András (felnőtt) |
| II. herceg                        | Komija Jamakijo                     | Szokol Péter                                              |
| III. herceg                       | Kamija Akira                        | Kovács Krisztián                                          |
| IV. herceg                        | Furuja Tóru                         | Némethy Attila                                            |
| V. herceg                         | N/A                                 | Csellár Mihály                                            |
| VI. herceg                        | N/A                                 | Boros Zoltán                                              |
| Hildebrand király szobalánya      | N/A                                 | Szécsi Vilma                                              |
| Friedrich király egyik szobalánya | N/A                                 | Győri Ilona                                               |
| Könnycseppek                      | N/A                                 | Andai Kati Detre Annamária Hűvösvölgyi Ildikó             |
| Vadászok                          | N/A                                 | Koroknay Géza Szabó Ottó                                  |
| Tanácsadó                         | N/A                                 | Képessy József                                            |
| Tudós                             | N/A                                 | Kőmíves Sándor                                            |
| Szolgáló                          | N/A                                 | Kránitz Lajos                                             |
| Bírók                             | Kobajasi Sósin Kacsi Jaszujuki      | Gruber Hugó                                               |

## Betétdalok
| Magyar                   | Magyar                                       | Japán          | Japán                  |
| Dal                      | Előadó                                       | Dal            | Előadó                 |
| ------------------------ | -------------------------------------------- | -------------- | ---------------------- |
| Hattyú szárnyú hat fivér | Harangozó Teri                               | 白鳥の王子     | Maszujama Eiko Csapusu |
| Könnycseppek dala        | Andai Kati Harangozó Teri Hűvösvölgyi Ildikó | なみだとねんね | Oszugi Kumiko Csapusu  |